# جامع المقامات
جامع المقامات يعتبر أحد معالم المدينة القديمة، وأحد المساجد القديمة في المدينة، حيث أنه يقع في محلة المقامات خارج باب المقام.
أنشأه الأمير قرار سنقر المنصوري نائب السلطنة المملوكية في حلب في حوالي العام 703 هـ الموافق 1302 م.